# Clubiona congentilis
Clubiona congentilis este o specie de păianjeni din genul Clubiona, familia Clubionidae, descrisă de Kulczynski, 1913. Conform Catalogue of Life specia Clubiona congentilis nu are subspecii cunoscute.